# Heroische Landschaft (Gottfried Keller)
Heroische Landschaft ist der heutige Titel eines Gemäldes des Schweizer Dichters Gottfried Keller (1819–1890). Der einundzwanzigjährige Keller, der Landschaftsmaler werden wollte, vollendete es während seines Studienaufenthaltes an der Münchner königlichen Akademie der Künste im Mai 1842. Das Bild war fast 60 Jahre verschollen, wurde nach seiner Wiederentdeckung 1919 von der Gottfried-Keller-Stiftung erworben und befindet sich heute im Lesesaal der Zentralbibliothek Zürich. Kellers Gemälde vertritt nicht die klassische heroische Landschaft, sondern stellt eine späte Abwandlung dar.

## Beschreibung
Aus einer weiten Küstenlandschaft ragt ein seltsam trotziges Felsmassiv empor, zinnenbewehrt wie eine Burg. Sein Fuß, mit Heide und spärlichem Buschwerk bekleidet, erstreckt sich an einem See und ist in freundliches Sonnenlicht getaucht, während seine Krone von schweren Wolkenmassen düster beschattet bleibt. Den Vordergrund bilden Felstrümmer mit Buschwerk und verwitterten Baumkrüppeln. Dazwischen folgt ein Weg dem abfallenden Gelände, erst im Schatten, dann im Licht, und verliert sich in niederem Laubwald, der bis ans Ufer des Sees (oder Meeresarms) reicht. Jenseits des Gewässers dehnt sich ein Kiefernwald, hinter dem die zerrissene Küstenlinie mit Klippen und der ferne Meereshorizont sichtbar werden. Am Himmel darüber türmen sich dicht gedrängt mächtige Cumuli. Eine ferne Wolkenbank erglänzt hellgrau, fast weiß. Auch die Lichtblicke, die auf Heide, Weg und See fallen, deuten auf Lücken im dunklen Wolkenzug, die sich dem Blick des erdgebundenen Betrachters entziehen.

## Kommentare und Wertungen
Der Zürcher Historienmaler Ludwig Vogel (1788–1879) anlässlich der ersten Ausstellung des Bildes 1842 in Zürich zur Mutter des Künstlers:
Mit Freuden kann ich Ihnen sagen, daß mir das Ganze sehr gut gefallen bis auf die Luft – das Gewölk ist viel zu schwer und zu dick, es sollte viel leichter und reiner sein. Bemerken Sie ihm dieses, wenn Sie schreiben! Sonst verrät das Bild viel Fassungskraft und Erfindungsgeist. Ich kann Ihnen sagen, daß ich dieses nicht von ihm erwartet habe. Ich habe mich beim Anschauen des Bildes sehr verwundert usw. Ich hoffe, daß er später schöne Sachen liefern könne!
Der Wiener Historien- und Genremaler Leo Bernhard Eichhorn in einem Gutachten 1920:
Als ich dieses Bild Gottfried Kellers zum ersten Mal sah, war ich überrascht von dessen hohen malerischen Qualitäten. Nicht nur die grandiose Composition, sondern auch die Durchführung erfüllten mich mit Staunen. Nichts von der braunsaucigen Art jener Zeit: feine silbrige graue Töne zu vollendeter Harmonie der Valeurs gestimmt, kurz, als Malerei an sich ein vorzügliches Werk. Hätte G.K. weiter gemalt, er müsste als bedeutender Maler seiner Zeit in einer Reihe mit Preller und Rottmann genannt werden.
Der Schweizer Kunsthistoriker Paul Schaffner in Gottfried Keller als Maler 1923:
Mit früheren und gleichzeitigen Arbeiten verglichen, bietet diese Komposition eine Überraschung. Von der Kleinwelt des Idyllikers zu diesem pathetischen Dekorationsstück ist kaum eine Brücke zu schlagen.
Der Zürcher Kunsthistoriker Bruno Weber 2005:
Kellers „Heroische Landschaft“ ist ein Staunen erregendes Bildnis von Gegensätzen. Heroisch und idyllisch zugleich, eine Landschaft von erhabenem, endgültigem Charakter, ernst und hoheitsvoll, doch für ein friedliches Dasein besonnt und beseelt, konzipiert als Wohnstätte übermenschlicher Wesen, oder im Sinne von Goethes Definition „für ein Menschengeschlecht von wenigen Bedürfnissen und von grossen Gesinnungen“.

## Bildtitel und Bedeutung
Im Katalog der Zürcher Kunstausstellung vom Juni 1842, für die das Bild gemalt und auf der es erstmals öffentlich gezeigt wurde, figurierte es schlicht als „Landschaftliche Komposition“. Mit „Komposition“ war nicht mehr, aber auch nicht weniger gesagt, als dass das Bild nicht nach der Natur gemalt, kein Abbild einer realen Landschaft, sondern ein Produkt der künstlerischen Phantasie war, somit eine Idealisierung darstellte.

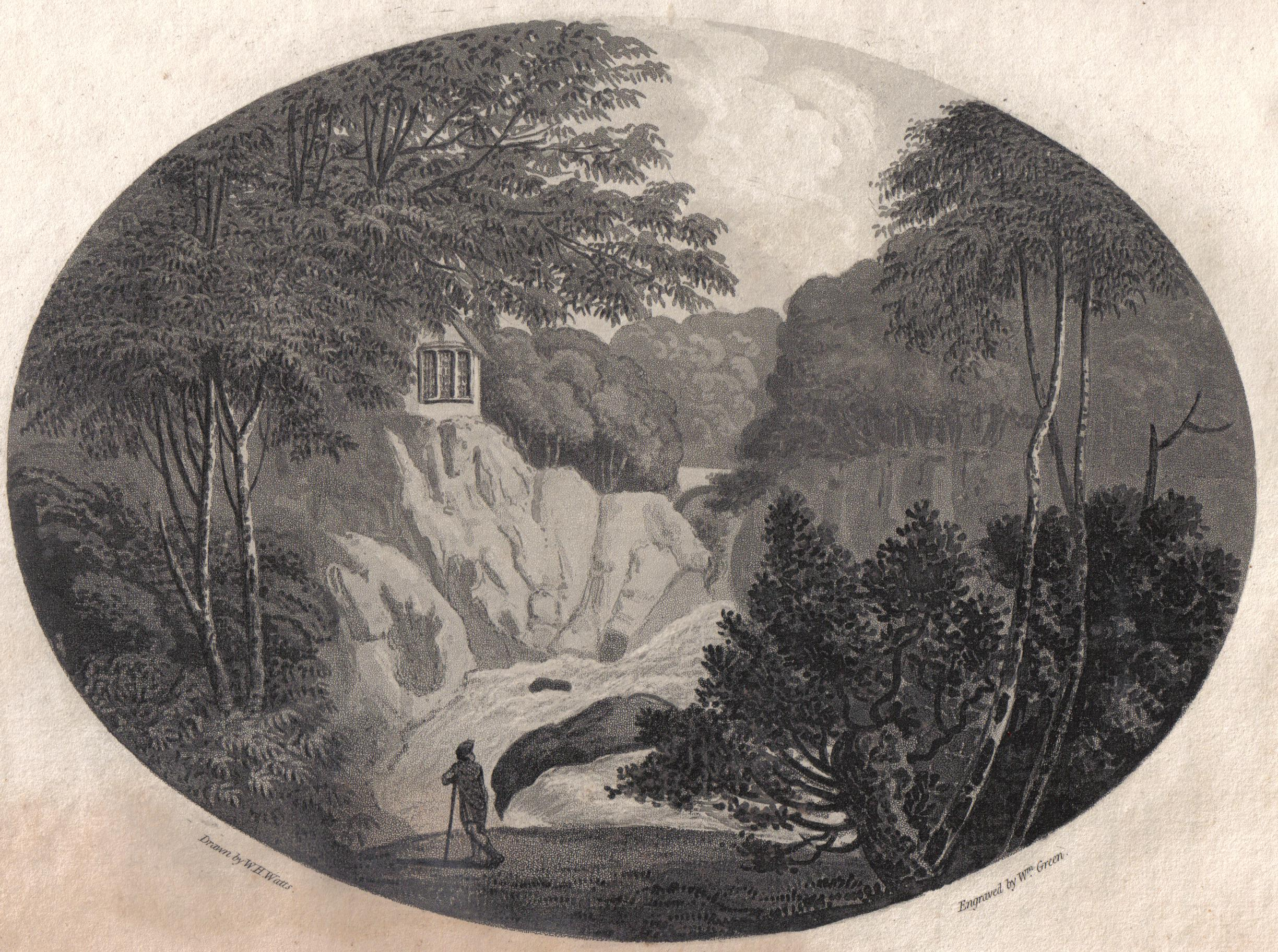
Elegischer Naturbetrachter. (Vedute von Ossian's Hall, Dunkeld, Schottland 1800)

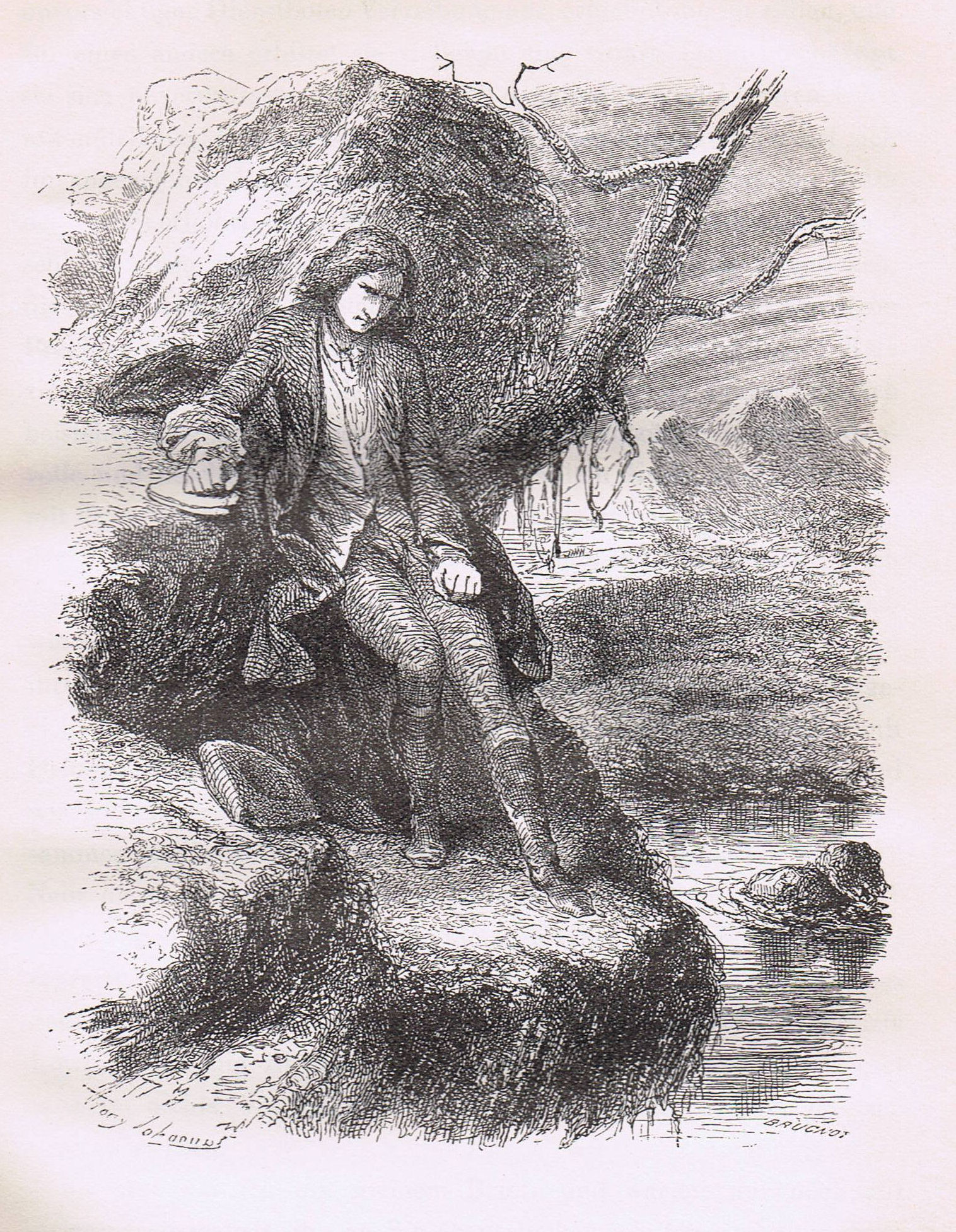
Elegischer Naturbetrachter (Illustration zu Rousseaus Julie oder Die neue Heloise 1840)

Nach seiner Wiederentdeckung wurde Kellers Bild als „Ossianische Landschaft“ bekannt. Dieser Typus der urzeitlich-wilden, schwermütig gestimmten Ideallandschaft geht auf ein literarisches Vorbild zurück, die Dichtungen des Schotten James Macpherson, die dieser 1760 als Übersetzungen aus dem Gälischen ausgab und dem Iren Ossian, einem Barden aus vorchristlicher Zeit, zuschrieb. Ossians Klagen über den Untergang der alten Heldengeschlechter und seine Schilderung der trauernden Natur passten zum Weltschmerz der beginnenden Romantik und nährten die Phantasie von mehreren Generationen europäischer Dichter, Maler, Musiker und Altertumsforscher; so auch die Goethes und seiner Figuren im Roman Die Leiden des jungen Werther. Heinrich Lee, Hauptfigur von Kellers autobiographischem Roman Der grüne Heinrich, malt „ossianische oder nordisch mythologische Wüsteneien, zwischen deren Felsenmälern und knorrigen Eichenhainen man die Meereslinie am Horizonte sah, düstere Haidebilder mit ungeheuren Wolkenzügen, in welchen ein einsames Hünengrab ragte.“ Die Bezeichnung „ossianisch“ für Kellers Ausstellungsbild und malerisches Hauptwerk lag somit nahe, obwohl der Begriff in der endgültigen Fassung des Romans nicht mehr vorkommt. Diese erschien 1879/80, zu einer Zeit, als die Begeisterung längst abgeflaut war und der Name Ossian nicht mehr die alten Assoziationen weckte. Er wurde „im Realismus zum Symbole schwärmerischer Jugendattitüden“.
Der Maler Keller, ungeübt im Figurenzeichnen, verzichtete in seinem Bild auf Staffage. Es fehlen die mythologischen oder biblischen Bewohner der klassischen heroischen Landschaft, ebenso die einsamen, heldenhaft oder elegisch posierenden Naturbetrachter der Romantik. Umso dringlicher lädt die menschenleere Landschaft den Bildbetrachter ein, sich in ihr anzusiedeln und seine Bedürfnisse und Gesinnungen entsprechend zu ändern.  – Der von Bruno Weber 1979 vorgeschlagene Bildtitel „Heroische Landschaft“ blieb haften und ist seither gebräuchlich.

## Entstehungsgeschichte und Verbleib

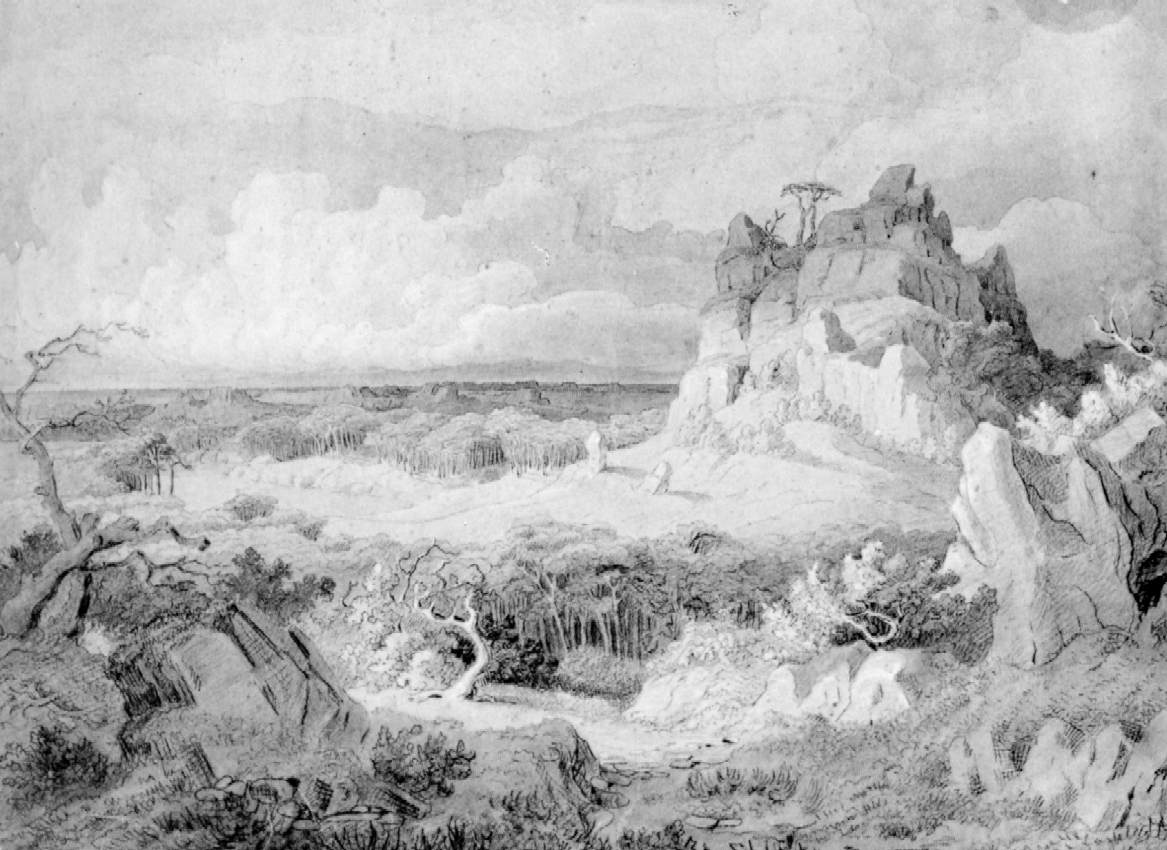
Entwurf: Heroische Landschaft, 1841, schwarze Kreide und Pinsel auf Papier, 60 × 80 cm. Zentralbibliothek Zürich.

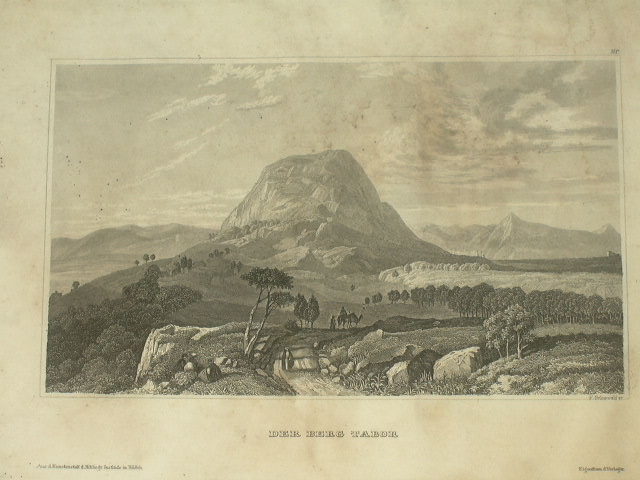
Der Berg Tabor, Stahlstich 16,8 × 10 cm von E. Grünewald, in Meyer's Universum von 1836.

Eine erste kleinformatige Vorstudie in Bleistift findet sich in einem von Kellers Skizzenbüchern. Danach führte Keller einen Entwurf in schwarzer Kreide, Sepia und Deckweiß aus, der sich vom Ölgemälde nur in wenigen Details unterscheidet.
Nach Bruno Weber hat sich Keller beim Entwurf der Landschaft von einem 1836 in Meyer's  Universum erschienenen Stahlstich des heiligen Berges Tabor inspirieren lassen.
Im Herbst 1841, anderthalb Jahre nach seiner Ankunft in München, begann Keller mit der Ausführung in Öl. Das fertige Gemälde sandte er im folgenden Mai hoffnungsvoll nach seiner Heimatstadt Zürich auf die dortige alljährliche Kunstausstellung. Es traf verspätet ein und wurde wegen der Fahrlässigkeit der Ausstellungsleitung zunächst nicht gezeigt. Kellers Mutter entdeckte es in einer Rumpelkammer und setzte sich dafür ein, dass es von dort in die Ausstellungsräume befördert wurde. Außer Ludwig Vogel äußerten sich noch andere Ausstellungsbesucher lobend über das Werk des noch völlig unbekannten jungen Mannes. Doch niemand kam auf den Gedanken, es zu kaufen, zumal der Zettel mit dem von Keller angesetzten Preis (15 Louisdor) zu spät aufgefunden wurde.
Von Zürich reiste das Bild im selben Sommer weiter auf Gemäldeausstellungen in Basel und Bern, fand aber auch dort keinen Käufer. Im Spätherbst kehrte es mit ruiniertem Rahmen nach München zurück, einen Tag vor Kellers Abreise in die Heimat: „Es war lumpenmäßig eingepackt; es nimmt mich wunder, dass sich die hochmütigen und vornehmen Herrn Kunstgönner in der Schweiz nicht schämen, einen jungen Kerl und armen Teufel so um seine Sache zu bringen.“
Keller, den die Armut gezwungen hatte, seinen Münchner Aufenthalt abzubrechen, und der dort einen Großteil seines künstlerischen Besitzes zum Trödler hatte tragen müssen, ließ das Bild bei seinem Hauswirt zurück, dem er noch Miete schuldig war, und verhandelte es von Zürich aus um weniger als die Hälfte des angesetzten Preises an einen Unbekannten. Nur die Kreidezeichnung verblieb in seinem Besitz und gelangte mit dem Keller-Nachlass in die Zentralbibliothek Zürich. Das Ölgemälde, das nach seinem Zustand bei der Wiederauffindung zu schließen durch kunstverständige Hände gegangen war, wurde 1919 in Wien von privater Seite zum Verkauf angeboten. Von dort ging es 1920 für den Kaufpreis von 10'000 Schweizerfranken in den Besitz der Gottfried-Keller-Stiftung über.